# Bowen Cirque
Il Bowen Cirque  è un circo glaciale situato a nord-nordest del Monte Wegener, nei Monti Read, che fanno parte della Catena di Shackleton, nella Terra di Coats in Antartide. 
Nel 1967 fu effettuata una ricognizione aerofotografica da parte degli aerei della U.S. Navy. Un'ispezione al suolo fu condotta dalla British Antarctic Survey (BAS) nel periodo 1968-71.
Ricevette l'attuale denominazione nel 1971 dal Comitato britannico per i toponimi antartici (UK-APC), in onore del petrologo canadese Norman Levi Bowen, che si era specializzato nello studio degli equilibri di fase nei sistemi di fusi silicatici.